# شبه‌جزیره لابرادور

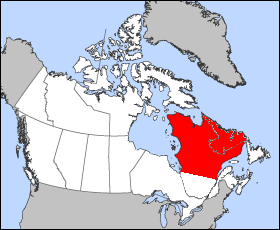
موقعیت شبه‌جزیرهٔ لابرادور در کانادا

شبه‌جزیرهٔ لابرادور شبه‌جزیره‌ای بزرگ واقع در شرق کاناداست که در بین خلیج هودسن، دریای لابرادور (در اقیانوس اطلس)، تنگه هادسون و خلیج سنت لورنس قرار دارد. این شبه‌جزیره در بین استان‌های کبک و نیوفاندلند و لابرادور تقسیم شده و بیشتر کبک و کل منطقهٔ لابرادور (آن بخش از استان نیوفاندلند و لابرادور واقع در سرزمین اصلی کانادا) را دربر می‌گیرد.
شبه‌جزیرهٔ لابرادور از نظر جغرافیایی بخشی از سپر کاناداست و مساحتی پیرامون ۱٬۶۱۹٬۰۰۰ کیلومتر مربع را دربر می‌گیرد.
همچنین گمان می‌رود نام این شبه جزیره برگرفته از واژهٔ پرتغالی «لاورادور» به‌معنای زمین‌دار باشد که خود احتمالاً اشاره‌ایست به نام ژواو فرناندز، جهانگرد و ملاک پرتغالی سدهٔ پانزدهمی در آزور.